# Еврокон
Еврокон — ежегодный конгресс Европейского общества научной фантастики. Согласно конституции ЕОНФ конвент должен проходить не реже одного раза в 2 года, однако уже с 1982 года конвент сделался фактически ежегодным. Организатором, вдохновителем и регулятором конвента выступает Европейское общество научной фантастики. На каждом конвенте голосованием национальных делегаций определяется место, где Еврокон будет проводиться через год. Таким образом, всегда известно место поведения двух ближайших Евроконов. Первый Eurocon был проведён в Триесте, Италия в 1972. В 2008 Еврокон впервые прошёл в России.
На Евроконе вручаются ежегодные Европейские премии в области НФ в следующих номинациях:
- «Лучший автор»,
- «Лучший художник»,
- «Лучший переводчик»,
- «Лучшее издательство»,
- «Лучший журнал»,
- «Лучший фэнзин»,
- «Лучшая постановка»,
- «Лучший промоутер».

## Места и годы проведения Евроконов
| Год  | Город           | Страна         | Принимающий конвент    | Почётные гости | Примечания |
| ---- | --------------- | -------------- | ---------------------- | --- | --- |
| 1972 | Триест          | Италия         | Ballcon                | Джон Браннер, Курт Штайнер (Андре Рюэллан) и Роберто Вакка. Присутствовали Форрест Акерман, Брайан Олдисс, Питер Николлс, Джанфранко Вивиани от издательства «Эдрисе Норд», Убальдо Фануччи от издательства «Фануччи Эдиторе», Инисеро Кремаски и его супруга Джильда Муса, Патрис Дувик, итальянский поэт Андреа Дзандзотто, Сандро Сандрелли, Ренато Пестриньеро, венгерский писатель и редактор Петер Куцка, Густаво Гаспарини, который также был ведущим конференции, Карел Толе, Риккардо Валла, Джанфранко Де Туррис, Карло Фрабетти и французский писатель Даниэль Дроде | |
| 1974 | Гренобль        | Франция        |                        | | |
| 1976 | Познань         | Польша         |                        | | |
| 1978 | Брюссель        | Бельгия        |                        | | |
| 1980 | Стреза          | Италия         |                        | | |
| 1982 | Менхенгладбах   | Германия       |                        | | |
| 1983 | Любляна         | Югославия      |                        | | |
| 1984 | Брайтон         | Великобритания | SeaCon'84              | Кристофер Прист (Великобритания), Роджер Желязны (США), Пьер Барбе (Франция), Йозеф Несвадба (Чехия), Вальдемар Кюмминг | |
| 1985 |                 |                |                        | | В этом году Еврокон должен был проходить в Риге (тогда СССР), но не состоялся |
| 1986 | Загреб          | Югославия      | Ballcon                | | |
| 1987 | Монпелье        | Франция        |                        | | |
| 1988 | Будапешт        | Венгрия        |                        | | |
| 1989 | Сан-Марино      | Сан-Марино     |                        | | |
| 1990 | Файанс          | Франция        |                        | | |
| 1991 | Краков          | Польша         | Полкон                 | | |
| 1992 | Фройденштадт    | Германия       | Freucon XII            | Джон Браннер (Великобритания), Иэн Бэнкс (Шотландия), Норман Спинрад (США), Дэниэл Уолтер | Изначально должен был проводиться в Загребе, но из-за гражданской войны в Югославии место проведения конференции было перенесено в Германию |
| 1993 | Сент Гелиер     | Джерси         | Helicon                | Джон Браннер (Великобритания), Джордж Мартин (США), Карл Толе (Голландия), Ларри ван дер Путте | |
| 1994 | Тимишоара       | Румыния        |                        | Джон Браннер (Великобритания), Герберт Франке (Австрия), Джо Холдеман (США), Норман Спинрад (США), Жан Жиро (Мёбиус) (Франция), Петер Кушка | |
| 1995 | Глазго          | Шотландия      |                        | Сэмюэль Дилэни (США), Джерри Эндерсон (Великобритания), Винсент Кларк (Великобритания), Лес Эдвардс (Великобритания) | |
| 1996 | Вильнюс         | Литва          | Lithuanicon            | | |
| 1997 | Дублин          | Ирландия       | Octocon                | Гарри Гаррисон (США) | |
| 1998 |                 |                |                        | | В этом году Еврокон не проводился. Когда в 1997 выяснилось, что статус Еврокона в 1998 году не был никому предоставлен, было предложено предоставить статус Еврокона хорватскому конвенту Сферакон в Загребе. Но, поскольку по конституции сообщества, это было сделать невозможно, загребский Сферакон получил статус Евроконференции |
| 1999 | Дортмунд        | Германия       | Trinity                | Эрик Стиллвелл | |
| 2000 | Гдыня           | Польша         | Полкон                 | | |
| 2001 | Капидава        | Румыния        | Atlantykron            | Норман Спинрад (США), Джо Холдеман (США), Ион Хобана (Румыния) | |
| 2002 | Четебор         | Чехия          | Паркон                 | Джордж Мартин (США), Роберт Голдсток (Англия), Джим Бёрнс (Уэльс), Мира Чакан, Кир Булычёв (Россия), Анджей Сапковский (Польша), Рафаль Земкевич (Польша), Уильям Кинг(Шотландия), Ярослав Велинский (Чехия), Филипп Корьят, Ондрей Нефф (Чехия), Калус Фрик, Мартина Пильцерова | Один из самых представительных конвентов за всю историю Еврокона |
| 2003 | Турку           | Финляндия      | Finncon                | Майкл Суэнвик (США), Стив Сэнсуит (США), Джонотан Клементс (Великобритания), Каролина Бьяллерштед Микош, Борис Хуртта, Бьёрн Торе Зунд | |
| 2004 | Пловдив         | Болгария       | BulgaCon               | Роберт Шекли (США), Иэн Уотсон (Великобритания), Сергей Лукьяненко (Россия), Анджей Сапковский (Польша), Роберто Квалья(Италия), Патрик Гигер (Швейцария) | |
| 2005 | Глазго          | Шотландия      |                        | Грег Питерсгилл (Великобритания), Кристофер Прист (Великобритания), Роберт Шекли (США), Ларс-Олаф Страндберг, Джейн Йолен | Конференция проводилась совместно с Уорлдконом |
| 2006 | Киев            | Украина        | Портал                 | Гарри Гаррисон (США), Анджей Сапковский (Польша), Эллен Дэтлоу (США), Эйлин Ганн (США), Сергей Поярков (Украина). | |
| 2007 | Копенгаген      | Дания          |                        | Энн Маккэфри (США), Стивен Бэкстер (Великобритания) | |
| 2008 | Москва          | Россия         | Роскон / Интерпресскон | Сергей Лукьяненко (Россия), Анджей Сапковский (Польша), Георгий Гречко (Россия), Сергей Жуков (Россия) | Таким образом, одновременно проходили три конференции. Такая ситуация носит название трикона |
| 2009 | Фьюджи          | Италия         | Deepcon '10            | Сергей Лукьяненко(Россия), Иэн Уотсон(Великобритания), Брюс Стерлинг(США), Джузеппе Липпи(Италия), Кейт Малгрю(США) | |
| 2010 | Цешин/Тешин     | Польша/ Чехия  | Полкон/Паркон          | Анджей Сапковский (Польша), Стивен Эриксон (Канада), Алан Кэмпбелл (Шотландия), Орсон Скотт Кард (США) | Таким образом, одновременно проходили три конференции. Такая ситуация носит название трикона |
| 2011 | Стокгольм       | Швеция         |                        | | Конвент состоялся 17—19 июня |
| 2012 | Загреб          | Хорватия       |                        | | |
| 2013 | Киев            | Украина        |                        | | |
| 2014 | Дублин          | Ирландия       |                        | | |
| 2015 | Санкт-Петербург | Россия         |                        | | |
| 2016 | Барселона       | Испания        |                        | | Конвент состоялся 6—8 ноября |
| 2017 | Дортмунд        | Германия       |                        | | Конвент состоялся 16—18 июня |
| 2018 | Амьен           | Франция        |                        | | Конвент состоялся 19—22 июля |
| 2019 | Белфаст         | Великобритания |                        | | |
| 2020 | Риека           | Хорватия       |                        | | |
| Год  | Город           | Страна         | Принимающий конвент    | Почётные гости | Примечания |

## Еврокон в странах бывшегоСССР
Впервые идея провести Еврокон в СССР была высказана ещё в начале 1980-х годов. Во время Еврокона 1983, проходившего в Югославии, было принято решение провести Еврокон 1985 в пригороде Риги Дубулты. Однако по причинам политического характера конвент не состоялся.
Также Россия номинировалась на проведение Еврокона 1996, однако право поведения Еврокона 1996 досталось Литве.
На Евроконе 2004, проходившем в болгарском Пловдиве, право проведения Еврокона 2006 завоевала Украина.
Еврокон 2006 прошёл на площадке киевского конвента Портал c 13 по 16 апреля 2006 года. На этом конвенте было принято решение провести Еврокон 2008 в России. В качестве принимающих конвентов выступили одни из ведущих российских конвентов Роскон и Интерпресскон. Таким образом, первый Еврокон в России оказался триконом.

## Еврокон 2008
Еврокон 2008 (первый в России) проходил с 15 по 18 мая в пансионате «Лесные дали» неподалёку от Москвы. Принимающими конвентами выступили Роскон и Интерпресскон.
Всего в конвенте приняли участие около 1000 человек.
Были проведены семинары, посвящённые кинофантастике, реальному и фантастическому холодному оружию, немецкой фантастике, фантастическим компьютерным играм, славянской фантастике, фантастической поэзии. Состоялись мастер-классы ведущих российских и украинских фантастов: Сергея Лукьяненко, Генри Лайона Олди, Марины и Сергея Дяченко, Ника Перумова.
Состоялась премьера научно-фантастического мультфильма «День рождения Алисы».
В рамках Трикона был организован концерт Михаила Башакова и фестиваль бардовской песни.
Вручались премии Европейского общества научной фантастики (ESFS), премия Сигма-Ф, премия Бориса Стругацкого «Бронзовая улитка», мемориальная премия им. Кира Булычева, премии Роскона, Беляевская премия, премия «Алиса», премия «Фантаст года», премия «За лучший мультимедийный проект в области фантастики», премия «За лучшую антологию фантастики». Кроме того, на Евроконе 2008 было принято решение провести Еврокон 2010 26—29 августа 2010 года на границе Польши, Чехии и Словакии в приграничном городе Цешин/Тешин.

## Еврокон 2010
Прошёл 26—29 августа 2010 года на границе Польши, Чехии и Словакии в приграничном городе Цешин/Тешин. Решение о месте проведения Еврокона 2010 было принято на Евроконе 2008 в Москве.

## Еврокон 2011
Прошёл 17—19 июня 2011 в столице Швеции Стокгольме совместно с Балтконом. Решение о месте проведения Еврокона было принято на Евроконе 2009 во Фьюджи, Италия. Решение о месте проведения Балткона было принято Советом Балткона.

## Еврокон 2015
Местом проведения Еврокона в 2015 году выбран Санкт-Петербург.